# Relations entre la république du Congo et l'Union européenne
Les relations entre la république du Congo et l’Union européenne reposent sur la stratégie de développement UE-Congo. Celle-ci vise à soutenir l'intégration régionale (notamment par la réparation des infrastructures de transports et la diversification de l'économie) et la bonne gouvernance.

## Sources

## Compléments